# Кагера (регіон)
Кагера (англ. Kagera) — один з 31 регіону Танзанії. Має площу 39 627 км², з яких 28 388 км² належать суші, за переписом 2012 року його населення становило 2 458 023 осіб. Адміністративним центром є місто Букоба.

## Географія
Розташований на північному заході країни, межує з Угандою, Руандою та Бурунді, має вихід до озера Вікторія.

## Адміністративний поділ
Область поділяється на 6 округів:
- Букоба-місто
- Букоба-село
- Мулеба
- Карагве
- Нгара
- Біхарамуло

## Населені пункти
- Біхарамуло
- Лусахунга
- Муганза
- Мулемба
- Нгара
- Ньякахура